# 木本大介
木本 大介（きもと だいすけ、1995年8月28日 - ）は、競技麻雀のプロ雀士。東京都出身。
日本プロ麻雀連盟所属。団体内の段位は三段。

## 獲得タイトル
- 第35期新人王戦優勝[1]